# Маєток Липинського (Русалівські Чагари)
Маєток В'ячеслава Липинського на хуторі Русалівські Чагари — маєток відомого українського діяча українського консервативно-монархічного руху В'ячеслава Липинського, де він жив і працював на початку ХХ століття. Маєток став місцем запровадження ідеї щодо провідної ролі української хліборобської верстви.
Термін «Чагарі» означає поле на розкорчованих залишках колишнього лісу

## Родина

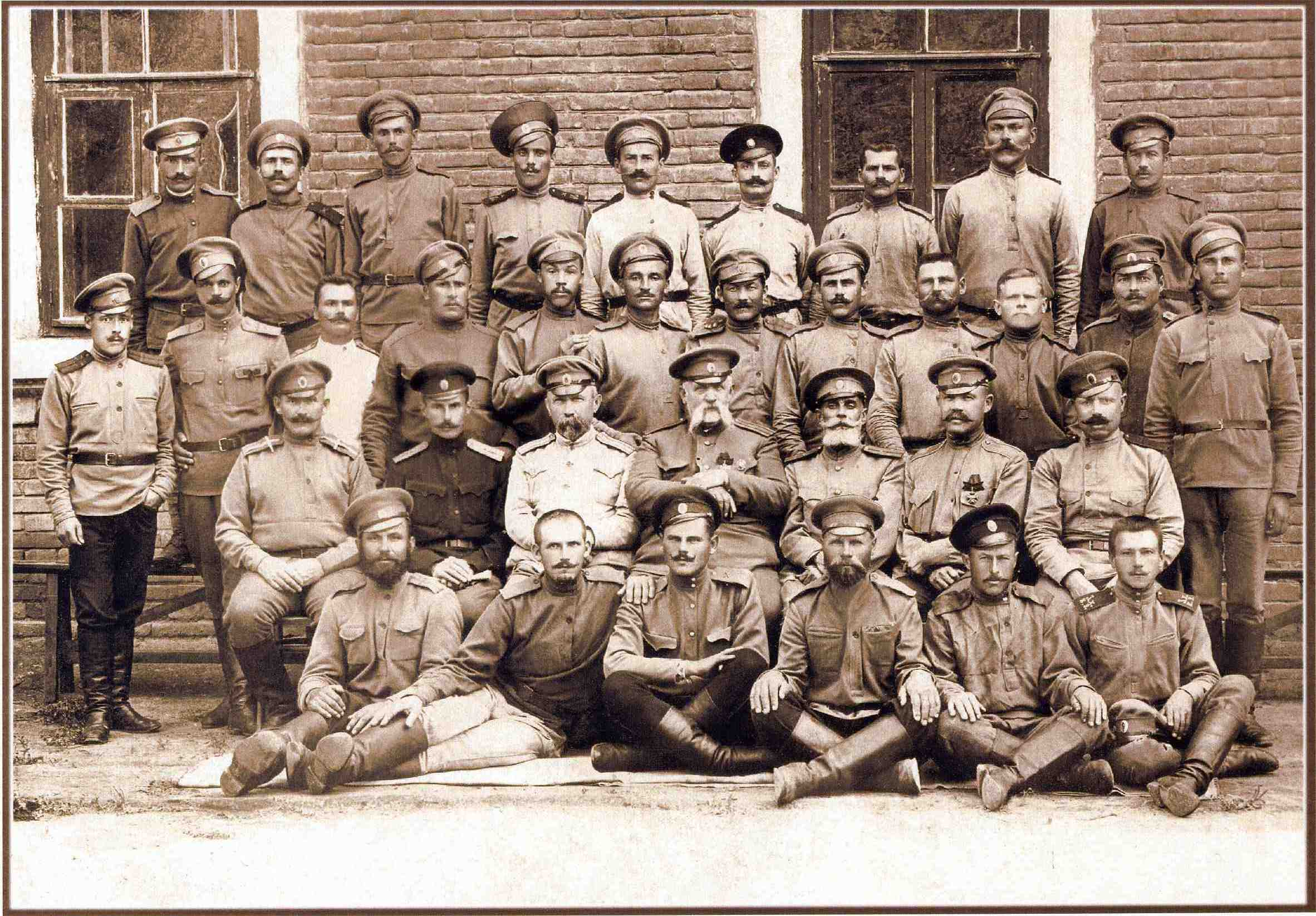
В'ячеслав Липинський із своєю військовою частиною, 1915 рік.

В'ячеслав Липинський отримав маєток Русалівські Чагари від дядька по матері Адама Рокицького на території нинішнього Маньківського району на Черкащині.
Це земельна ділянка в 160 десятин землі, розташована за п'ять верст від Русалівки.
Маєток назначений для сімейного проживання Липинських разом із дружиною Казимири та донькою Єви В'ячеслава Липинського. Проживання не склалось через початок Першої світової війни, де Липинського призвано до армії.
В Звенигородському повіті на місці нинішнього села Розкошівка Лисянського району маєток його дядька по матері Адама Рокицького. Там у дитячі та юнацькі роки неодноразово бував В'ячеслав. Саме з його оповідей молодий польськомовний шляхтич Липинський дізнався, що правобережна полонізована шляхта за своїм походженням є українською. Ідея повернення своєї верстви до українського державного життя стає його життєвою настановою.

## Впровадження теоретичних ідей
З 1909 по 1914 роки В'ячеслав Липинський періодично проживав у своєму маєтку.
Маєток важливий для історика тим, що саме тут відбулась спроба практичної реалізації своїх ідей щодо провідної ролі української хліборобської верстви. Для нього і землевласник-поміщик, і землевласник-селянин належали до одного класу, який мав скласти основу нової української аристократії. Він усвідомлював необхідність повернення українському народові, який «живе, хоче жити і буде жити як народ незалежний», його еліти; ополяченій і польській шляхті в Україні треба визначитись: буде вона з народом, зійде з позиції колонізаторів чи опиратиметься ходові історії. Цю альтернативу В'ячеслав Липинський сформулював у брошурі «Шляхта на Україні: її участь в житті українського народу на тлі його історії» (Краків, 1909), а також у статтях до журналу «Przegląd Krajowy» (Київ, 1909), до редакції якого він входив.
Пізніше в «Листах до братів-хліборобів» він так підсумовує значення своїх ідей:
| Тільки український клас хліборобський в стані власною силою і власним авторитетом політично зорганізували і національно об'єднати нашу етнографічну масу, тобто сотворити українську державу і українську націю |.
Свою власну господарську діяльність він підпорядкував загальному життєвому кредо:

| …кожний властитель землі мусить перш за все свою власну індивідуальну силу та здатність хліборобську (а не силу свого гроша, свого капіталу) доказати, і наколи він хоче землю за собою задержали, то він сам особисто мусить на ній хазяювати, сам особисто своє хазяйство організувати[2]. |

## Наукова діяльність

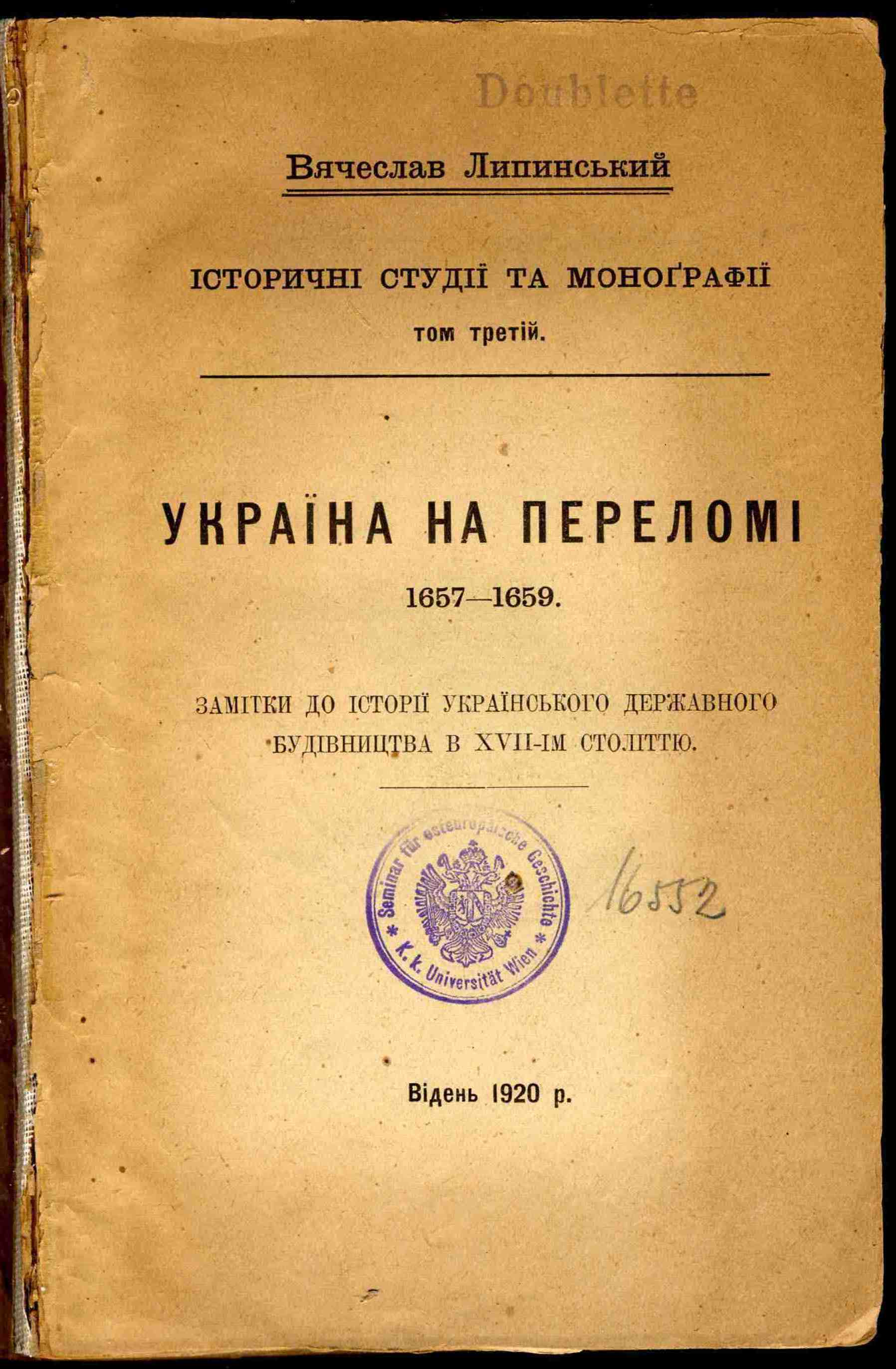
Робота В'ячеслава Липинського «Україна на переломі: 1657—1659» із присвятою наглядачеві Левкові Зануді

У листуванні другої половини 1913 — початку 1914 років В'ячеслав Липинський пише про те, що йому більшу частину свого часу слід витрачати на господарські турботи у степу, орати, сіяти, будувати хату тощо. Водночас він висловлював упевненість, що, облаштувавшись, він зможе більше уваги приділяти науковій роботі. Про серйозність таких намірів свідчило те, що Липинський перевіз із Кракова до Русалівки свою бібліотеку, зібрання архівних матеріалів та рукописів.
Так, у листі до Михайла Грушевського жалкує, що через ці несприятливі обставини не може написати статті про померлого тоді польського історика Яблоновського. А в листі до Андрія Ніковського, редактора «Ради», перепрошує, що не написав замовленого для цієї газети матеріалу, хоч і сподівається виконати свою обіцянку, коли вдасться впоратися з нагальними господарськими клопотами.
На думку сучасників історика, це найбільша приватна бібліотека в Україні з питань історії та соціології.
Саме тут В'ячеслав Липинський почав працювати над загальною працею «Історія України». Також тут він завершив другий том альманаху про польсько-українські культурні контакти. Водночас намагається освідомити місцеве селянство, проводячи часті бесіди з мешканцями Русалівки.
Перебуваючи з осені 1914 року на фронті, а пізніше в тилових частинах Липинський, постійно турбувався станом свого маєтку. Майнову опіку над ним господар доручив Адамові Рокицькому, а нагляд за цілістю господарства — селянинові Левкові Зануді.

## Знищення маєтку
Під час більшовицької окупації України на початку квітня 1918 року натхненні соціалістичною доктриною українські селяни розграбували й знищили маєток у Русалівці разом з бібліотекою, архівом та рукописами, а до того ще й убили Левка Зануду, котрий намагався зупинити нищення. В'ячеслав Липинський присвятив пам'яті друга свою найбільшу історичну працю «Україна на переломі», яка вийшла вже в еміграції. Нині у Русалівці живе Микола Оверкович Зануда — правнук Левка.
Дуже відчутною для дослідника втратою стало знищення рукопису синтетичної праці «Історія України», яка так і не була завершена. В архіві В'ячеслава Липинського зберігся датований 8 квітня 1918 року власноруч написаний лист до повітового Уманського земельного комітету з проханням дати наказ Русалівському сільському земельному комітетові, щоб ця установа повернула йому в цілості бібліотеку, яка перебувала на хуторі. Вчений писав, що "ніяких жалоб на цих, що повернуть мені ці книжки, подавати не буду і ніяких претенсій до них не матиму і навіть не хочу знати як ці люди звуться, аби тільки повернули мені книжки, які їм зрештою зовсім не потрібні". Однак, як відомо, бібліотека зникла безслідно.   

## Пам'ять
В музеї Русалівської загальноосвітній школі зберігаються матеріали про історика.
На тому місці, де на початку ХХ століття існував хутір Русалівські Чагари ніяких будівель до нашого часу не збереглося. Тепер тут три яри, пагорби між ними активно розорюють селяни. На північно-східному схилі південного яру, над ставком, археолог Михайло Сиволап у квітні 2002 року виявив рештки цегли початку XX століття. Ймовірно там містилася садиба В'ячеслава Липинського.